# Rene Francis
Rene Francis, född 17 maj 1951 i Malaysia, är en svensk politiker (moderat), som var riksdagsledamot (statsrådsersättare för Elisabeth Svantesson) 29 september–3 oktober 2014 för Örebro läns valkrets.